# La Vansa i Fórnols

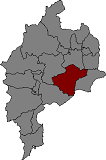
Położenie gminy na mapie comarki Alt Urgell

La Vansa i Fórnols – gmina w Hiszpanii,  w Katalonii, w prowincji Lleida, w comarce Alt Urgell.
Powierzchnia gminy wynosi 106,08 km². Zgodnie z danymi INE, w 2005 roku liczba ludności wynosiła 191, a gęstość zaludnienia 1,8 osoby/km². Wysokość bezwzględna gminy równa jest 989 metrów. Współrzędne geograficzne La Vansa i Fórnols to 42°14'7"N 1°28'60"E.

## Dynamika populacji
- 1991 – 167
- 1996 – 174
- 2001 – 173
- 2004 – 192
- 2005 – 191

## Miejscowości
W skład gminy La Vansa i Fórnolsl wchodzi 11 miejscowości:
- Adraén – liczba ludności: 15
- La Barceloneta – 11
- Colldarnat – 6
- Cornellana – 26
- Fórnols – 27
- Montargull – 0
- Ossera – 22
- Padrinàs – 19
- Sant Pere – 6
- Sisquer – 19
- Sorribes de la Vansa – 40